# Sandra Spuzich
Sandra Spuzich, née le 3 avril 1937 à Indianapolis (États-Unis) et morte le 6 octobre 2015  dans la même ville, est une golfeuse professionnelle américaine.
Elle y est l'une des meilleures golfeuses du circuit dans les années 1960 à 1980 remportant un tournoi majeur - l'Open américain en 1966. Elle compte au total huit victoires professionnelles, dont sept sur le circuit LPGA. 

## Palmarès

### Victoires professionnelles
| N° | Date       | Circuit principal | Tournoi        | Score           | Par | Marge  | Finaliste  |
| -- | ---------- | ----------------- | -------------- | --------------- | --- | ------ | ---------- |
|    | 03/07/1966 | LPGA              | Open américain | 75-74-76-72=297 | +9  | 1 coup | Carol Mann |